# Steven Adler

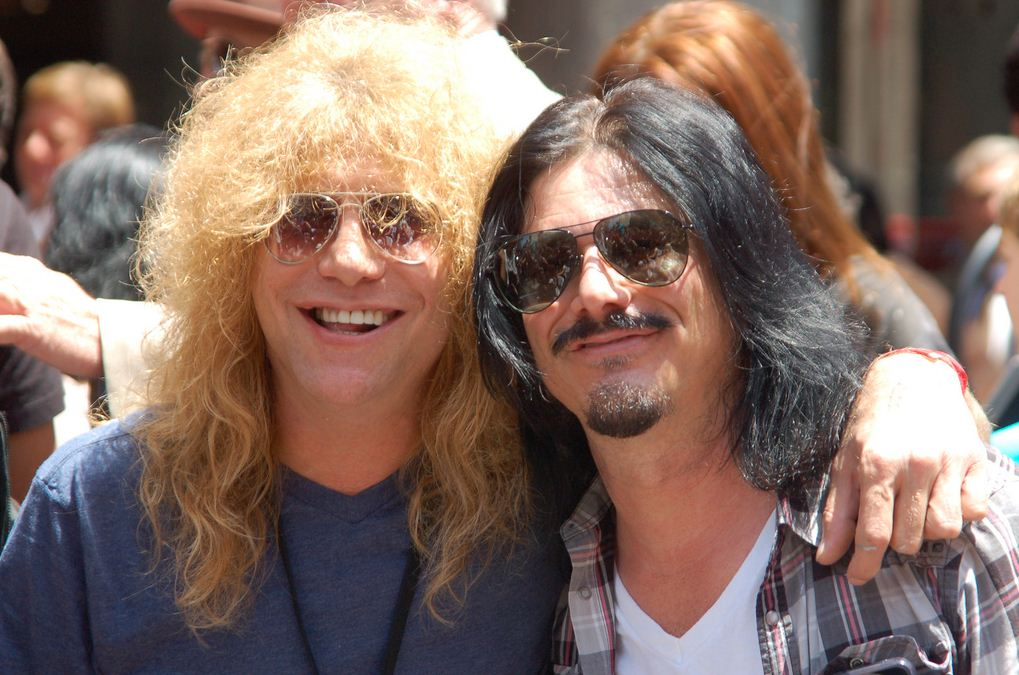
Adler (links) mit Gilby Clarke im Juli 2012

Steven Adler (* 22. Januar 1965 in Cleveland, Ohio) ist ein US-amerikanischer Schlagzeuger und war von 1985 bis 1990 Mitglied der Rockband Guns N’ Roses.

## Leben
Adler gründete 1983 gemeinsam mit dem späteren Guns-N’-Roses-Gitarristen Slash die Band Road Crew, in der er selbst am Schlagzeug agierte. Die Gruppe blieb jedoch unbedeutend, da die übrigen Positionen regelmäßig vakant waren. Auf der Suche nach einem neuen Bassisten kamen Adler und Slash in Kontakt mit Duff McKagan. 1985 wechselten beide zu dessen erst kurz zuvor gegründeter Rockband Guns N’ Roses, in der die Plätze des Schlagzeugers und des Leadgitarristen freigeworden waren.
Guns N’ Roses wurden in der zweiten Hälfte der 1980er zu einer der populärsten Rockbands weltweit. Adler spielte auf den beiden erfolgreichen Alben Appetite For Destruction (1987) und G N’ R Lies (1988) sowie bei der EP Live Like a Suicide (1986) mit. Er litt während dieser Zeit allerdings wie auch andere Mitglieder der Band an Heroinsucht. Auch nachdem Sänger Axl Rose damit gedroht hatte, die Gruppe zu verlassen, falls die Musiker weiter illegale Drogen nehmen sollten, bekam Adler seine Sucht nicht in den Griff. 1990 wurde er daher von Axl Rose aus der Band geworfen, da er durch seinen Drogenkonsum mittlerweile auch in seinen Fähigkeiten als Schlagzeuger stark beeinträchtigt war. Dies geschah zu Beginn der Aufnahmen des Albums Use Your Illusion, für die Adler durch Matt Sorum ersetzt wurde. Auf einigen Songs des Doppelalbums ist Adler noch zu hören.
1996 erlitt Adler nach einer Überdosis einen Schlaganfall, der sein Sprachvermögen bis heute beeinträchtigt. 1997 gewann er einen Zivilprozess gegen seine früheren Kollegen, in dem ihm die Zahlung von ausstehenden Tantiemen in Höhe von 2,25 Millionen US-Dollar zugesprochen wurde. Seit 2003 spielt Adler unregelmäßig mit seiner eigenen Band (zunächst Adler's Appetite, seit 2011 Adler). Mit den ehemaligen Mitgliedern von Guns N’ Roses hat Adler seit 2005 wieder verstärkt Kontakt.
2008 wurde Steven Adler wegen Drogenkonsums verurteilt, da er im Juli desselben Jahres mit einer größeren Dosis Heroin verhaftet worden war. Das Strafmaß wurde erst nach dem Ende des Entzugs bekannt gegeben. Adler nahm an der 2. Staffel der Reality-TV-Show Celebrity Rehab with Dr. Drew teil und ließ sich während eines Drogenentzuges begleiten.
Im Juli 2010 erschien Steven Adlers Biographie. 2019 stach er sich aus unbekannter Ursache selbst mit einem Messer in den Bauch.
In der Liste der 100 größten Schlagzeuger aller Zeiten des Rolling Stone belegte Adler 2016 Platz 98.

## Schriften
- mit Lawrence J. Spagnola: My Appetite for Destruction: Sex, and Drugs, and Guns N' Roses. lt Books, London 2010, ISBN 978-0-06-191711-0.